# 安然
安然（あんねん、承和8年（841年）? - 延喜15年（915年）?）は、平安時代前期の天台宗の僧。五大院阿闍梨・阿覚大師・福集金剛・真如金剛などと称される。近江国の生まれ。最澄と同族と伝えられている。
初め慈覚大師円仁につき、円仁の死後は遍昭に師事して顕密二教（顕教と密教）のほか戒学・悉曇学を考究した。877年（元慶元年）中国（唐）に渡ろうとしたが断念。880年（元慶4年）に悉曇蔵を著した。884年（元慶8年）に阿闍梨・元慶寺座主となった。晩年は比叡山に五大院を創建して天台教学・密教教学の研究に専念した。
安然は、『大日経』を中心とする密教重視を極限まで進めて台密（天台宗における密教）を大成した。
地方の伝承として、山形県米沢市にある塩野毘沙門堂の本尊を開眼。その後南陽市時沢にて入滅した。等があり、南陽市には安然入定窟が伝えられている。